# Verdrag van Suwałki

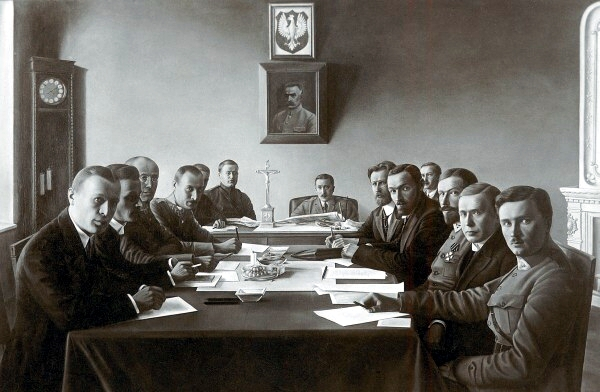
Onderhandelingen in Suwałki. Links de Poolse en rechts de Litouwse delegatie.

De lichtoranje demarcatielijn is vastgesteld in het verdrag van Suwałki.

De Suwałki-overeenkomst, Verdrag van Suvalkai, of Suwalki-verdrag (Pools: Umowa suwalska, Litouws: Suvalkų sutartis) was een overeenkomst die op 7 oktober 1920 in de stad Suwałki tussen Polen en Litouwen werd ondertekend. Het werd op 19 januari 1922 geregistreerd in de Verdragenreeks van de Volkenbond.
Beide landen hadden hun onafhankelijkheid hersteld in de nasleep van de Eerste Wereldoorlog. Het ontbrak hen aan goed gedefinieerde grenzen, wat de oorzaak was van de Pools-Litouwse oorlog over territoriale geschillen in de regio's Suwałki en Vilnius. Eind september 1920 versloegen Poolse troepen de Sovjets in de Slag om de rivier de Niemen, waardoor ze de regio Suwałki militair veiligstelden en de mogelijkheid openden voor een aanval op de stad Vilnius ("Wilno"). Het Poolse staatshoofd, Józef Piłsudski, was sinds half september van plan de stad over te nemen in een valse vlagoperatie die bekend staat als Żeligowski's muiterij.
Na druk van de Volkenbond stemde Polen ermee in te onderhandelen, in de hoop tijd te winnen en de aandacht af te leiden van de komende Żeligowski's muiterij. De Litouwers probeerden zoveel mogelijk bescherming voor Vilnius te bereiken. De onderhandelingen resulteerde in een staakt-het-vuren en stelde een demarcatielijn in die door de betwiste regio Suwałki liep tot aan het treinstation Bastuny. De demarcatielijn was onvolledig en bood Vilnius geen adequate bescherming. Noch Vilnius, noch de omliggende regio kwamen expliciet aan bod in de overeenkomst.
Kort nadat de overeenkomst was ondertekend, werden de clausules waarin werd opgeroepen tot territoriale onderhandelingen en een einde aan de militaire acties eenzijdig door Polen geschonden. De Poolse generaal Lucjan Żeligowski, handelend onder geheime bevelen van Piłsudski, deed alsof hij de bevelen van het Poolse militaire commando negeerde en marcheerde naar Vilnius. De stad werd op 9 oktober bezet. De Suwałki-overeenkomst zou op 10 oktober om 12.00 uur in werking treden. Żeligowski richtte de Republiek Midden-Litouwen op die, ondanks hevige protesten van Litouwen, in 1923 werd opgenomen in de Tweede Poolse Republiek. De regio Vilnius bleef onder Pools bestuur tot de herfst van 1939.

## Nasleep
De demarcatielijn die door de regio Suwałki wordt getrokken, blijft in de moderne tijd voor het grootste deel de grens tussen Polen en Litouwen; met name de steden Sejny, Suwałki en Augustów bleven aan de Poolse kant. In de 21e eeuw blijft de regio Suwałki (het huidige woiwodschap Podlachië) de thuisbasis van de Litouwse minderheid in Polen.
De meest controversiële kwestie (de toekomst van de stad Vilnius) kwam niet expliciet aan bod. Toen de overeenkomst werd ondertekend, werden er in Vilnius Litouwse troepen gelegerd en achter de Litouwse linies. Toch veranderde dit vrijwel onmiddellijk toen de opgevoerde muiterij van Żeligowski op 8 oktober begon. Kort na de muiterij uitte Léon Bourgeois, voorzitter van de Raad van de Volkenbond, zijn sterke afkeuring en beweerde dat de acties van Żeligowski een schending waren van de afspraken die hij was aangegaan met de Raad van de Volkenbond, en eiste hij de onmiddellijke Poolse evacuatie van de stad.
Volgens Piłsudski was het ondertekenen van zelfs zo'n beperkte overeenkomst niet in het beste belang van Polen, en hij keurde het af. In een toespraak uit 1923 waarin hij erkende dat hij de staatsgreep van Żeligowski had geleid, verklaarde Piłsudski:

Ik verscheurde het Suwałki-verdrag en gaf daarna een vals communiqué uit van de generale staf.

Żeligowski en zijn muiters veroverden Vilnius, stichtten de Republiek Midden-Litouwen en integreerden de republiek na een omstreden verkiezing in 1922 bij Polen. Het conflict over de stad sleepte zich voort tot de Tweede Wereldoorlog. In de 21e eeuw is de regio Vilnius het belangrijkste centrum van de Poolse minderheid in Litouwen.